# Liana Ruokytė Jonsson

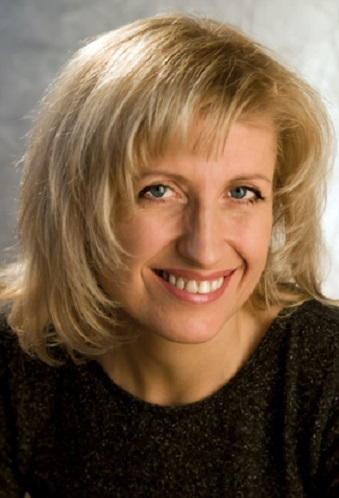

Liana Ruokytė Jonsson (* 10. Mai 1966 in Klaipėda) ist eine litauische Kulturdiplomatin und ehemalige Politikerin, von 2016 bis 2018 Kulturministerin. 

## Leben
Nach dem Abitur an der Mittelschule absolvierte Liana Ruokytė von 1987 bis 1992 das Diplomstudium als Regisseurin der Veranstaltungen an der Theaterfakultät der Lietuvos muzikos akademija in Vilnius.  1994 bestand sie eine staatliche Prüfung für schwedische Sprache an der Universität Stockholm 
und von 1995 bis 1997 studierte Schauspiel und Theaterregie in Berlin, Rom und Stockholm bei Jurij Alschitz. 2010 bestand sie eine Prüfung für dänische Sprache  in Kopenhagen. 
Von 1992 bis 1999 arbeitete sie in der litauischen Botschaft in Schweden und von 1999 bis 2008 Kulturattaché.
Von 2012 bis 2016 leitete Liana Ruokytė Jonsson eine Abteilung von Lietuvos kino centras. Vom 13. Dezember 2016 bis zum 7. Dezember 2018 war sie Kulturministerin Litauens im Kabinett Skvernelis.  Sie trat selbst  zurück, als Saulius Skvernelis ihre Kandidatur zum Entlassen bei der litauischen Präsidentin Dalia Grybauskaitė vorlegte.